# Séminaire Saint-Paul VI
 (septembre 2019).
Si vous disposez d'ouvrages ou d'articles de référence ou si vous connaissez des sites web de qualité traitant du thème abordé ici, merci de compléter l'article en donnant les références utiles à sa vérifiabilité et en les liant à la section « Notes et références ».
Pour les articles homonymes, voir GFU.
Le séminaire Saint-Paul VI (ex-Groupe de formation universitaire) est un cursus de formation interne à l'Église catholique en France. C’est un séminaire de 1er cycle qui forme des hommes qui veulent devenir prêtres diocésains.
La spécificité du séminaire Saint-Paul VI est d’organiser cette formation par alternance : les séminaristes mènent de front leurs études civiles et leur première formation philosophique, théologique et biblique en vue du ministère presbytéral.
La formation suit la Ratio Fundamentalis Institutionis Sacerdotalis promulguée par le Vatican en 2016.

## Histoire
Le séminaire Saint-Paul VI a été fondé en 1967 dans la mouvance des réformes de l'Église catholique à la suite de Vatican II, sur une idée du père Jean-Pierre Marchand. Le séminaire portait initialement le nom de Séminaire GFU (Groupe de formation universitaire) jusqu'en avril 2022.
Après quelques années pendant lesquelles leurs buts précis n'étaient pas bien définis, les GFU devinrent une structure de formation pour le presbytérat équivalent aux deux premières années de séminaire (cycle « formation du disciple »).
Après une période généreuse en séminaristes (Il y eut plus de 100 GFU au début des années 1980), les GFU connaissent une réduction régulière de leurs effectifs, principalement pour les mêmes raisons que dans les autres séminaires en France.
Dans les années 2010, une vingtaine d'étudiants de toute la France suit la formation GFU.
Les 50 ans du GFU ont été fêtés en 2017. A cette occasion, les séminaristes GFU avec Jean-Louis Balsa, alors évêque coordinateur, et les pères du séminaire ont été en pèlerinage en Terre Sainte.
En avril 2022, l'assemblée plénière des évêques de France à Lourdes a rappelé avec force la nécessité de l’existence du séminaire GFU pour l’Église catholique en France. Il y a également été décidé que la formation allait changer de nom et devenir le séminaire Saint-Paul VI.
Aujourd'hui, le supérieur du séminaire est le père Olivier Michalet (Congrégation de Jésus et Marie) qui succède au père Emmanuel Goulard et l'évêque coordinateur est Luc Crépy (évêque de Versailles) qui succède à Jean-Louis Balsa (évêque de Viviers).

## Organisation
Les séminaristes finissent leurs études civiles tout en commençant l'équivalent de la formation classique de 1er cycle dispensée dans les séminaires.
Les séminaristes de Saint-Paul VI se réunissent un week-end par mois à côté de Paris à Issy-lès-Moulineaux au séminaire Saint Sulpice. Ils se retrouvent aussi pendant les trois premières semaines du mois d'août pour y suivre des cours à temps plein en communauté. Les sessions d'été ont lieu au séminaire Saint-Irénée à Lyon.
En 5 à 6 ans de séminaire Saint-Paul VI sont couvertes les deux premières années de formation intellectuelle en séminaire. Les étudiants rejoignent ensuite un séminaire à temps plein pour y faire le cycle de théologie avant de se présenter à l'ordination. Chaque séminariste est envoyé par son diocèse.
Outre ces temps de formation intellectuelle, l'année est composée de deux retraites en abbaye pendant les vacances de Noël et pendant le weekend de l’Ascension pour la formation spirituelle et d'un weekend à la rencontre d’intervenants sur des enjeux pastoraux dans les diocèses pour la formation pastorale. Enfin, pendant la session d'été, des journées sont spécialement consacrées à la formation humaine (sexualité, addictions, écoute active, ...).
Pour rentrer au séminaire Saint-Paul VI, il faut s'inscrire sur le site internet du séminaire à la session Saint Irénée. Il s'agit d'une retraite de discernement de 11 jours au cœur de l'été au terme de laquelle les retraitants choisissent librement de rentrer ou non au séminaire Saint-Paul VI. Ils choisissent alors de rentrer en année Saint Augustin.

## Pédagogie

### Les cours
La pédagogie s'adresse principalement à des étudiants en cycle universitaire. Leurs études civiles sont un choix assumé et volontaire.
À ces études se rajoutent les cours de séminaire :
- Année Saint Augustin : 
  - Cours sur des thèmes de la foi chrétienne vus à travers le prisme de Vatican II, des Pères de l'Eglise et une lecture de grand saint ;
  - Session d'été : réflexion sur le sacerdoce du Christ, introduction à la philosophie
- Les cinq années suivantes :
  - Liturgie, Mystère chrétien, Histoire de l'Eglise, Ecclésiologie ;
  - Introduction à l'Ancien Testament, introduction au Nouveau Testament, Bible et Histoire ;
  - Histoire de la philosophie, anthropologie philosophique, épistémologie, philosophie morale et politique, métaphysique ;
  - Introduction à la théologie morale, théologie fondamentale, christologie.

### La vie d'un séminariste Saint-Paul VI
Voici des points importants de la pédagogie :
- La vie en communauté : pendant les week-ends et pendant la session d'été, les séminaristes sont organisés en fraternités, ce qui leur permet de partager des moments fraternels autant lors des rencontres du séminaire qu'à l'extérieur.
- La vie de prière : personnelle mais aussi communautaire durant les rencontres du séminaire, que ce soit pour les oraisons, les laudes, les vêpres ou les messes.
- L'accompagnement spirituel : dans la tradition de la formation au presbytérat depuis la réforme des séminaires par l'école française de spiritualité au XVIIIe siècle.
- L'engagement ecclésial : par la participation à la vie de l'Église, dans les lieux d'étude (aumôneries, réseau Chrétiens en grande école, réseau Ecclesia Campus) ou en paroisse (insertion dans une paroisse, animation de groupes, scoutisme).

## Études
Les études profanes suivies par les séminaristes Saint-Paul VI sont diverses et variées.
Il s'agit d'études à l'université, comme les facultés de science, de médecine, d'Histoire, de musicologie, de philosophie, de psychologie, ...
Les études sont aussi celles des Grandes Ecoles, comme l'École des Arts et Métiers, l'École normale supérieure, l'École nationale de la magistrature, les INP (Institut national polytechnique), …
Le séminaire Saint-Paul VI accueillent aussi des professionnels qui veulent prendre le temps de réfléchir au sacerdoce et commencer la formation, tout en restant dans le monde du travail.
Dans tous les cas, les cours du séminaire Saint-Paul VI forment les esprits des séminaristes. Ces derniers peuvent ensuite les appliquer directement dans des discussions avec leurs collègues de travail. C'est une richesse de ce séminaire dans la formation du disciple-missionnaire.
La fête patronale du séminaire Saint-Paul VI est la Fête de la Transfiguration du Seigneur le 6 août. Providentiellement, lorsque les évêques ont changé le nom du séminaire en avril 2022 pour différentes raisons autres, il s'est trouvé que le 6 août est la date d'entrée dans la Vie éternelle du saint Pape Paul VI qui affectionnait particulièrement la Fête de la Transfiguration du Seigneur. Il avait même formulé le souhait à son Seigneur de partir un 6 août.